# Giostra della Quintana
La Giostra della Quintana è un torneo cavalleresco e una manifestazione storica in costume che si svolge ogni anno a Foligno. I 10 binomi cavallo-cavaliere, in rappresentanza dei rispettivi rioni, si sfidano 2 volte l'anno: la sera del secondo o terzo sabato di giugno si svolge la giostra della sfida mentre nel pomeriggio della seconda o terza domenica di settembre si svolge la giostra della rivincita.

## I Rioni

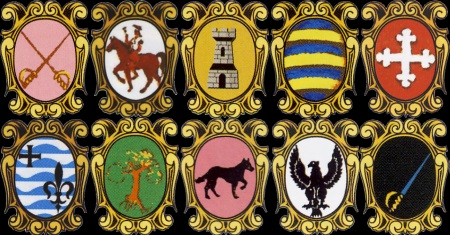
Gli stemmi dei 10 rioni. Seguendo l'ordine dell'immagine:
Ammanniti; Badia; Cassero; Contrastanga; Croce Bianca;
Giotti; La Mora; Morlupo; Pugilli; Spada

La denominazione dei dieci Rioni, che dal 1946 si sfidano e dal 1979 si contendono due volte l'anno il Palio, ricalca sostanzialmente quella di una parte dei diciassette Rioni in cui Foligno è stata suddivisa tra il XIII e il XVIII secolo, mentre le relative insegne sono tratte da fonti iconografiche elaborate nella tarda età moderna.
- Ammanniti, su rioneammanniti.com. URL consultato il 23 agosto 2014 (archiviato dall'url originale il 26 agosto 2014).
- Badia, su rionebadia.net.
- Cassero, su rionecassero.it.
- Contrastanga, su rionecontrastanga.net.
- Croce Bianca, su rionecrocebianca.com.
- Rione Giotti, su rionegiotti.it. URL consultato il 25 Settembre 2022 (archiviato dall'url originale il 25 settembre 2022).
- La Mora, su rionelamora.it.
- Morlupo, su rionemorlupo.net. URL consultato il 2 giugno 2019 (archiviato dall'url originale il 10 gennaio 2016).
- Pugilli, su rionepugilli.it. URL consultato il 2 giugno 2019 (archiviato dall'url originale il 21 ottobre 2016).
- Spada, su rionespada.net. URL consultato il 2 giugno 2019 (archiviato dall'url originale il 26 giugno 2017).

La giostra della Quintana, con i suoi 10 rioni, presenta delle rivalità tra rioni presenti:
- Spada - Pugilli
- Croce Bianca - Giotti
- Badia - Contrastanga

In passato si ebbe una rivalità tra il Rione La Mora e il Rione Ammanniti, ora però placata
Ludovico Jacobilli scrisse che Foligno nel 1600 era divisa in 17 rioni... Tra questi sono ben otto le "Societas" che sono state inglobate nelle contrade sopra citate a partire dalla nuova configurazione cittadina del 1946, ma che restano nei toponimi:
- Borgo
- De Franceschi
- Fonte del Campo
- Cipischi
- Spavagli
- Falconi
- Feldenghi
- Piazza Vecchia

Inoltre, da alcune trascrizioni e dalla tradizione orale, vi è notizia di altre "Societas" che esistettero all'interno della cinta muraria di Foligno in epoche antiche e di cui oggi, tuttavia, non risulta una corrispondenza tangibile:
- Isola Bella
- Spadagli
- Ponte di Cesare
- Menacoda (unico di cui non è pervenuta l'arme)

## Eventi pre-giostra
Le 2 giostre (sfida e rivincita) sono solo l'atto finale di una mobilitazione cittadina che ha il suo inizio circa 2 settimane prima con l'apertura delle taverne rionali, che, fino al sabato precedente la giostra, servono menù basati sulla cucina umbra e folignate. In queste 2 settimane si svolgono eventi che coinvolgono l'intera popolazione folignate, attraverso sfide goliardiche e rievocazioni storiche.
La fiera dei soprastanti ripropone un antico mercato che si svolgeva nella città fino al 1816, quando Foligno era sotto il controllo dello stato pontificio e la sua importanza commerciale era elevata. Su banchi attentamente controllati, vengono esposte merci che devono essere adatte al periodo storico che la quintana vuole rievocare (prima metà del XVII secolo), personaggi in costume (i Soprastanti, le "forze dell'ordine" dell'epoca), musici e giocolieri allietano i visitatori che potranno acquistare le merci esclusivamente pagando con la moneta appropriata: il Quattrino di Foligno[10], al cui cambio è deputato l'Ufficiale Depositario.
Il palio di San Rocco è una sfida goliardica in cui i popolani appartenenti ai vari rioni gareggiano in sella ad asini, per la precisione ogni rione presenta al via 3 popolani e un somarello.
Il Segni Barocchi festival comprende spettacoli musicali, teatrali, cinematografici e mostre in qualche modo improntate al barocco. La ricerca di questo stile nelle arti non si limita al solo ‘600, ma ai suoi influssi o riprese posteriori e contaminazioni. La manifestazione si accompagna a feste in costume, giostre e giochi. Si svolge durante il periodo della Giostra di Settembre e fino ad ora ha compreso otto edizioni della "Notte Barocca", durante la quale restano aperti negozi, ristoranti, musei e taverne dei Rioni della Giostra della Quintana, che saranno animate con giochi, spettacoli e gruppi musicali itineranti.
Altri eventi coinvolgono i tamburini dei rioni, i quali si sfidano in piazza sotto l'occhio (e l'orecchio) attento della giuria, gli sbandieratori e i bambini, che vengono avvicinati al mondo quintanaro durante la giornata denominata "pony...amo la quintana a cavallo".

## Il corteo storico

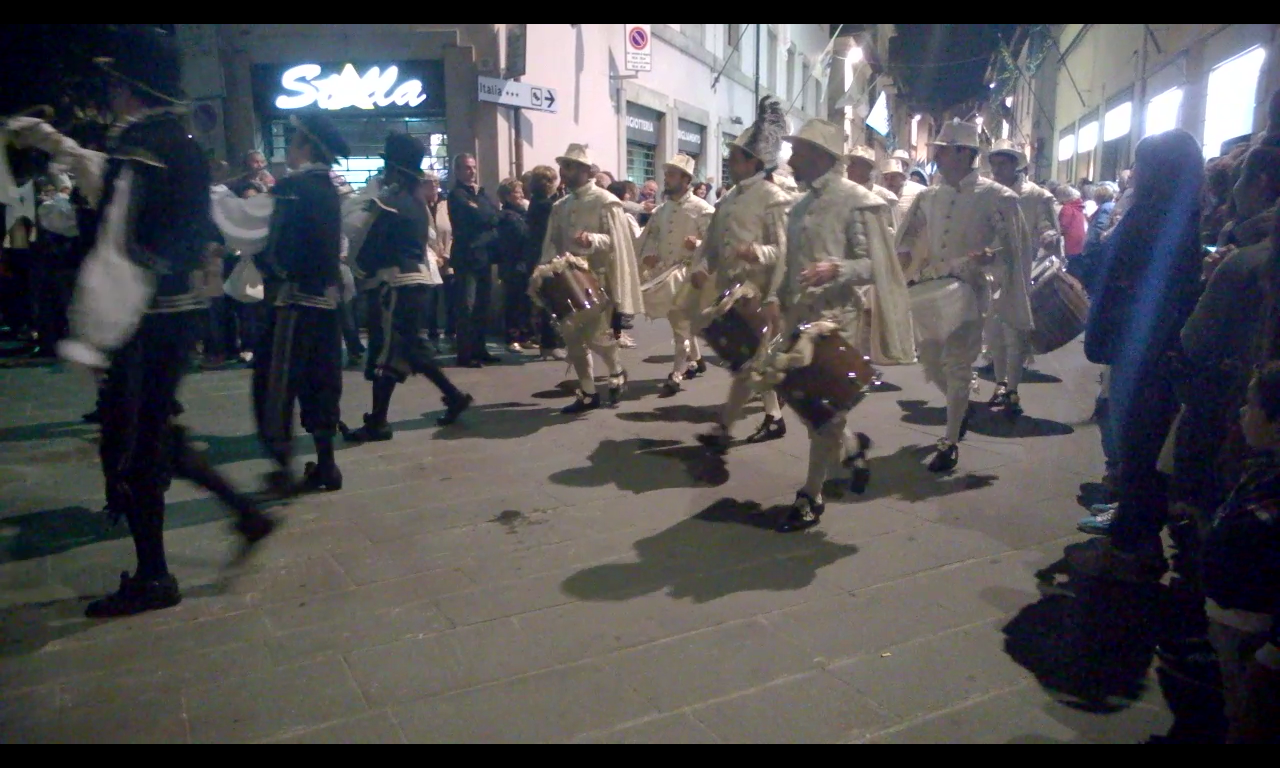
Tamburini del rione pugilli sfilano durante il corteo storico di settembre 2014

La sera che precede la giostra, le strade del centro della città vengono invase dal corteo storico: le rappresentanze rionali sfilano davanti alla popolazione sfoggiando gli abiti tipici del periodo barocco. I costumi, confezionati nelle sartorie rionali, sono di proprietà del rione che li porta nel corteo e rispettano in ogni dettaglio le mode sfarzose tipiche del 1600 folignate. In rappresentanza di ogni rione sfilano (in ordine di apparizione):
- Il porta-targhe che mostra lo stemma del rione, insieme all'alfiere rionale;
- Il Gruppo Politico, ovvero il Priore con i suoi consiglieri;
- Il Gruppo Nobiliare, principale attrazione della sfilata poiché comprende gentiluomini, dame e soprattutto la Dama di Giostra, massima espressione della bellezza femminile di ogni rione;
- Il Gruppo Equestre, che comprende il cavaliere (in sella al suo cavallo) che il giorno successivo parteciperà alla giostra, con il padrino, il porta-lancia, il porta-nome e il seguito di paggi;
- Ogni rappresentanza rionale è accompagnata da un seguito di sbandieratori, trombettieri e tamburini, i quali aiutano a rendere spettacolare e godibile ogni momento della sfilata grazie alle loro esibizioni. È tipico della sfilata il frastuono dei tamburi che risuona per tutta la sera nel centro storico della città.

Infine sfila il Comitato Centrale, ovvero Presidente, vicepresidente e i dieci magistrati del Consiglio dell'Ente insieme al Sindaco e alcuni assessori. Sono inoltre presenti in questo contesto il gonfalone dell'ente e della città. Accompagna il comitato centrale la Madrina della giostra, massimo esempio di bellezza della Quintana. Questo particolare ruolo è da anni affidato a Federica Moro.
Al termine del corteo, in Piazza della repubblica, viene letto il bando di gara, i cavalieri vengono formalmente iscritti alla sfida e ricevono la benedizione del vescovo. Infine viene sorteggiato l'ordine di partenza per la giostra del giorno successivo.

## Il bando

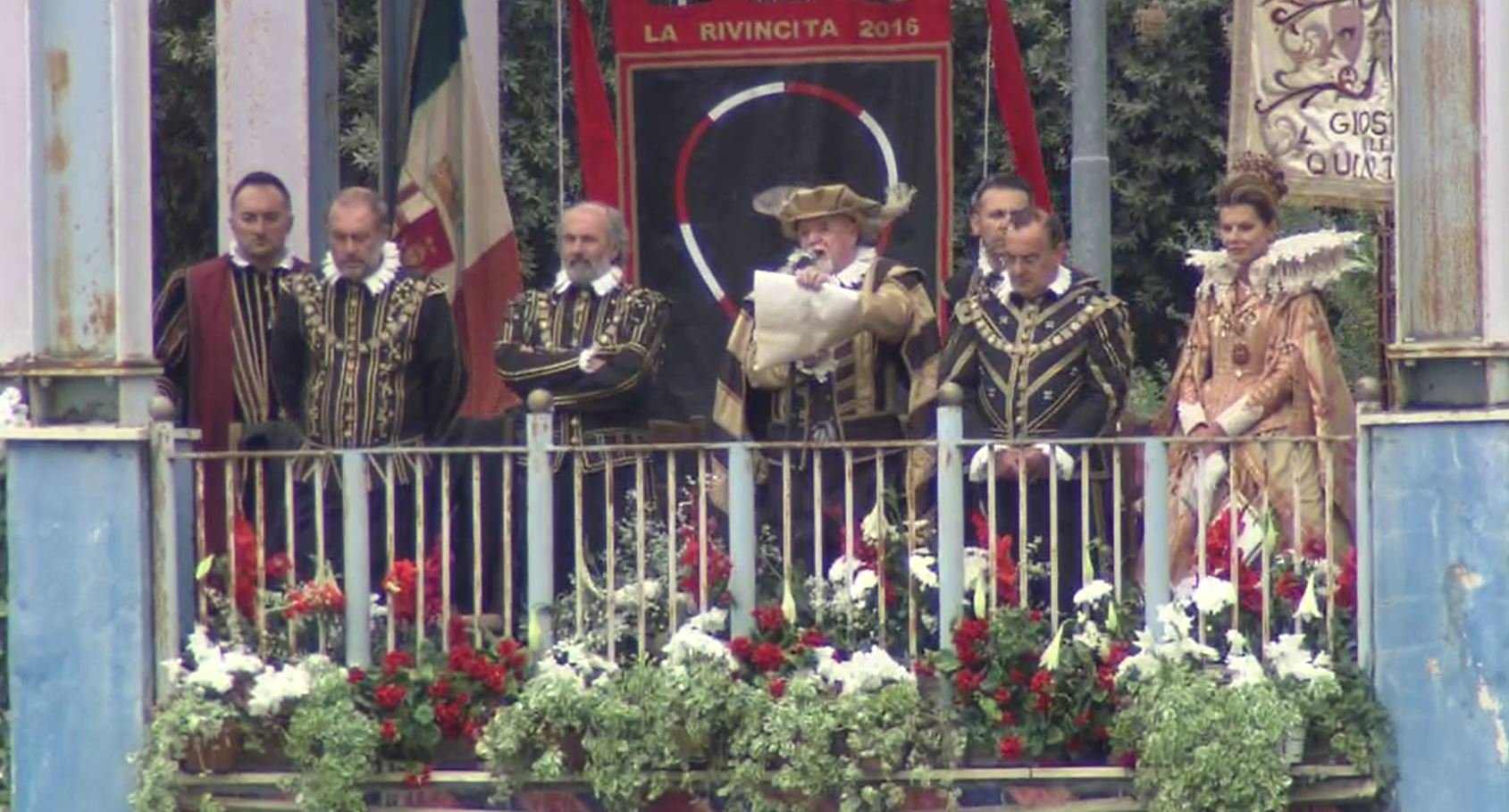
Il banditore durante la lettura del bando che apre la giostra. La donna sulla destra è Federica Moro

Nel 1946 l'avvocato Giuseppe Mancini scrisse un bando che annunciava alla popolazione l'imminente sfida al Campo de li Giochi; alcune modifiche effettuate l'anno successivo hanno poi portato al testo che ancora oggi apre le 2 giostre annuali: 
“Madonne e Messeri
che in Foligno vivete o dentro le mura o fuori per le campagne amene, udite!
Dame superbe in preziosi broccati coi lor sorrisi alle genti intorno,
e scintillar di lance e di cruenti sproni e saettar di focosi destrieri
e lor nitrire nel divorar lo spazio e gran virtute de' cavalieri eletti
e nembi di polve e volitar di piume e grida e gioia et urla di Vittoria,
ecco vi attendono al Campo de li Giochi, nel corruscar del vespro settembrino!”
(versione per “la Sfida” di Giugno: nel corruscar dell'aere vespertino!)
Ecco tra Voi rinnovellata torna la tenzone della virtute e de l'honore che in premio porge,
al più bravo tra i bravi de' cavalieri in campo, prezioso palio e sorriso di Madonna illustre.
Qual de' Rioni appagherà il desio di tòr di mano al Cavalier Vincitore il lauro cinto in ultima tenzone?
Ciascun de' cavalieri nel maneggiar di lancia alla corsa furente di veloce destriero l'arma sua drizza alla desiata Vittoria.
E ciascun di Voi ha il cavalier eletto cui Fortuna e Valore daranno il vanto di altissimo honore.
Tutti accorrete e rimirate i prodi!
Tutti scendete ne le Piazze, ne le Vie e nel Campo de li Giochi!
E fate festa a' cavalieri vostri! Tutte accorrete, o genti de' Rioni,
tutte accorrete a gioir di Vittoria, anco se arride altrui,
ché la concordia e l'amor de la Cittade tutta son pur Vittoria e bella e grande!"
Il bando si può riassumere in 2 elementi principali: dapprima si annuncia la sfida cavalleresca tra i rioni, poi, nella parte finale, si richiama la città intera alla manifestazione. In questo senso, assume enorme importanza la parola "concordia": la Quintana voleva essere, nel particolare momento storico in cui il bando è stato redatto, un'occasione per riportare la popolazione all'unità dopo gli stenti, i bombardamenti e la
distruzione vissuti durante la seconda guerra 
mondiale (Foligno, ai tempi, ospitava un aeroporto militare ed era un centro di particolare importanza per le
forze armate italiane).
Il tema della concordia permette inoltre di allontanare il paragone tra la giostra della quintana e il palio di siena: il popolo folignate vive la giostra come una sfida tra rioni ma mantiene i toni della sfida nel puro agonismo, mentre la città toscana è spesso teatro di brutti episodi di violenza tra persone appartenenti a contrade rivali.

## La giostra
La tenzone tra i cavalieri ha luogo nello stadio denominato "Campo de li Giochi", intitolato a Marcello Formica e Paolo Giusti: le tribune che accolgono popolani, cittadini e le massime cariche rionali circondano un percorso di gara dalla caratteristica forma a 8 delimitato da una serie di bandierine. Al centro dell'8 è posta la statua del Dio Marte al cui braccio destro è agganciato un anello. La giostra si articola in 3 tornate.
Ad ogni tornata i cavalieri effettuano, uno dopo l'altro, il percorso nel minor tempo possibile evitando di abbattere le bandierine e passando sotto la statua per 3 volte. Ad ogni passaggio tentano di rimuovere l'anello usando la propria lancia (2 giurati hanno il compito di posizionare sulla statua un nuovo anello non appena il cavaliere lo ha sfilato); una volta tagliato il traguardo il cavaliere deve mostrare alla giuria i 3 anelli sfilati. Ogni anello sfilato e presentato ai giurati vale 30 punti mentre ogni bandierina abbattuta comporta una penalità di 10 punti, ne consegue che il massimo punteggio ottenibile in una singola tornata è di 90 punti. Tutti i cavalieri che non hanno totalizzato 90 punti nella tornata vengono automaticamente esclusi da quella successiva.
La prima tornata prevede anelli di 6 cm di diametro, mentre la seconda e la terza prevedono rispettivamente anelli di 5.5 e 5 cm di diametro, incrementando così la difficoltà del percorso con il procedere della sfida.

Al termine delle 3 tornate, si sommano tempi e punteggi di tutti i cavalieri: colui che avrà totalizzato il più alto punteggio nel minor tempo totale è proclamato vincitore della giostra e al suo rione viene consegnato un palio quale segno di vittoria.

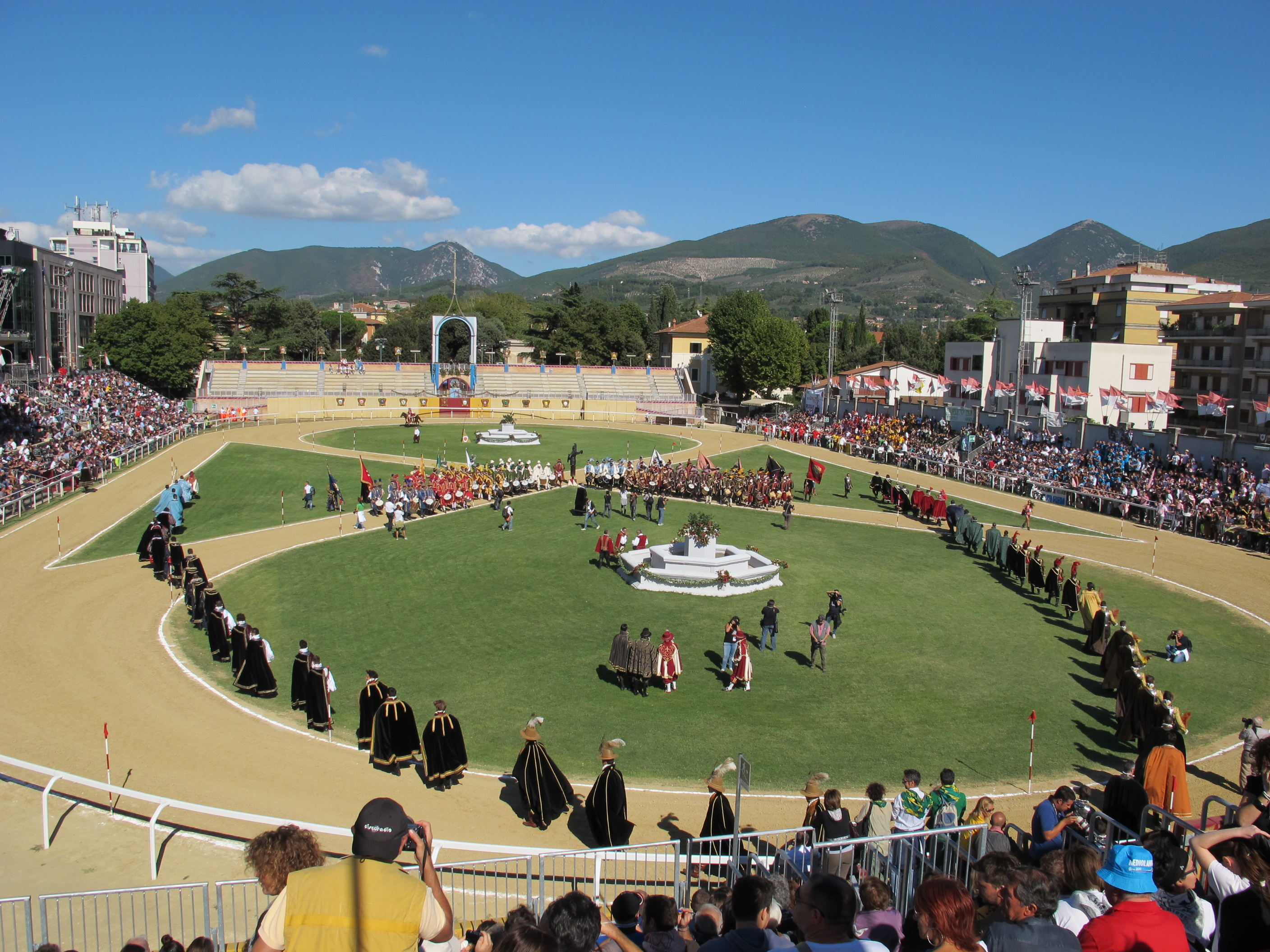
Sfilata prima dell'inizio della giostra

## Statistiche

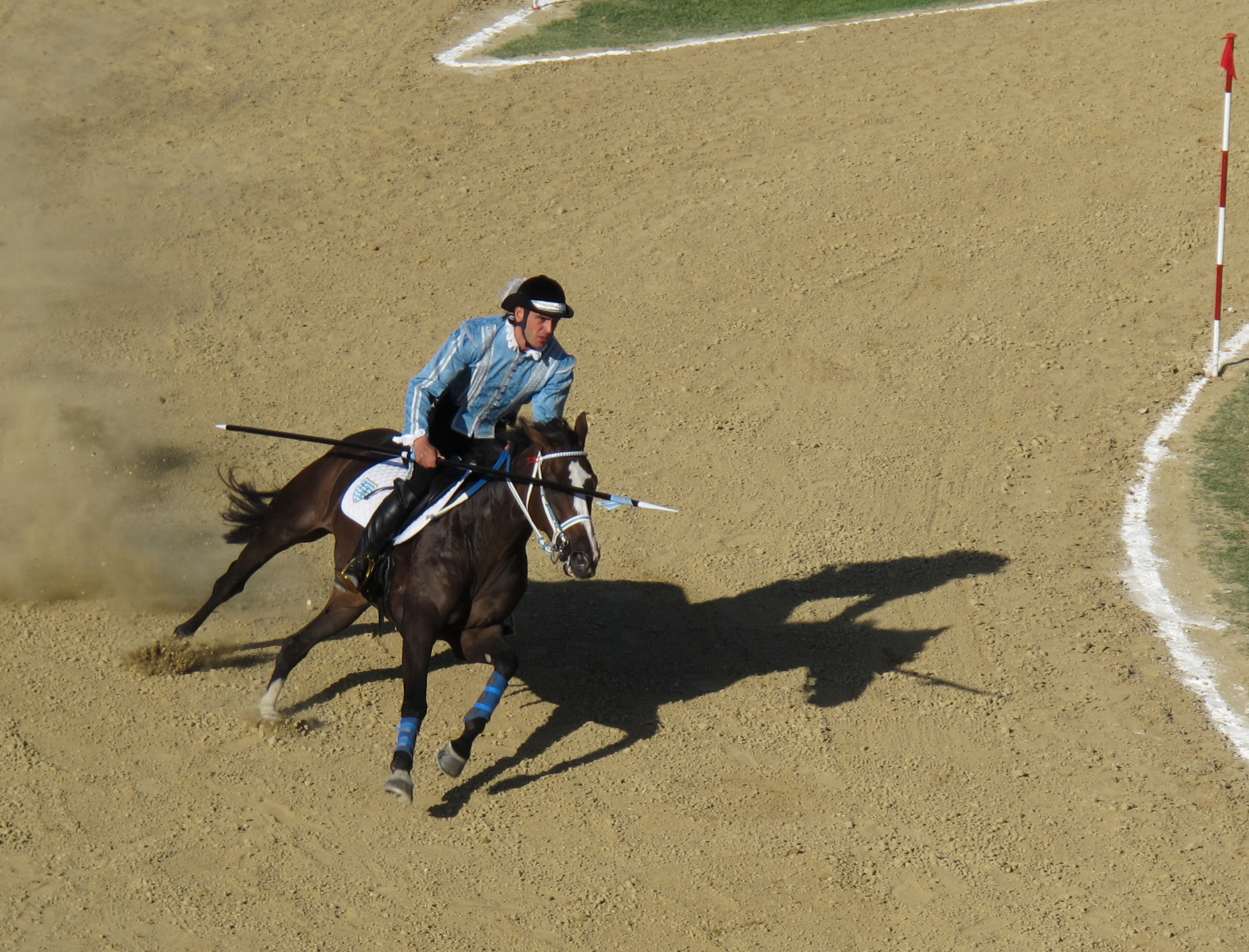
Binomio del Rione Giotti

### Vincitori delle ultime quintane
- Sfida 2025: Cassero (Luca Innocenzi su Altrimenti)
- Rivincita 2024: Ammanniti (Mattia Zannori su Franceschina)
- Sfida 2024: Cassero (Luca Innocenzi su Altrimenti)
- Rivincita 2023: Spada (Tommaso Finestra su Romantic Walk)
- Sfida 2023: Giotti (Massimo Gubbini su Daytona Man)
- Rivincita 2022: Giotti (Massimo Gubbini su Anna Aurora)
- Sfida 2022: Badia (Lorenzo Melosso su Look Amazing)

## Record di percorrenza della pista
Luca Innocenzi, cavaliere del rione Cassero in sella al purosangue Guitto, durante la giostra della Sfida del 7 agosto 2021 ha stabilito il record assoluto di pista di 51 secondi e 87 centesimi, battendo il suo stesso record di velocità nella storia della Quintana di Foligno (52 secondi e 11 centesimi, del 2018).